# Прудки (Багратіоновський район)
Прудки (рос. Прудки) — селище Багратіоновського району, Калінінградської області Росії. Входить до складу Гвардійського сільського поселення.
Населення — 61 особа (2015 рік).